# Salzburger Hymne
De Salzburger Hymne (Land uns'rer Väter) is het volkslied van de Oostenrijkse deelstaat Salzburg. Het lied werd gecomponeerd door de Oostenrijkse componist en koordirigent Ernst Sompek, op een tekst van de Salzburger priester Anton Pichler. Het lied werd in 1928 voor het eerst ten gehore gebracht. Niet veel later werd het in het deelstaatparlement van Salzburg uitgeroepen tot officieel volkslied. Alhoewel het lied dat sindsdien is gebleven, zijn andere liederen, als Mei Hoamat, mei Salzburg (Mijn vaderland, mijn Salzburg) van de negentiende-eeuwse Salzburgse dichter Otto Pflanzl en de Rainermarsch (een mars van de Boheems-Amerikaanse componist Hans Schmid) eigenlijk meer in zwang als muzikale uitingen van Salzburger vaderlandsliefde.

## Tekst
Land uns'rer Väter, lass jubelnd Dich grüßen,
Garten, gehütet von ew'gem Schnee,
dunkelnden Wäldern träumend zu Füßen
friedliche Dörfer am sonnigen See.
Ob an der Esse die Hämmer sich regen,
oder am Pfluge die nervige Hand,
|: Land uns'rer Väter, Dir jauchzt es entgegen:
Salzburg, o Salzburg du Heimatland! :|
Wie aus des Ringes goldenen Reifen,
funkelt der Diamant, der Wunderstein,
grüßt aus der Hügel grünenden Streifen
Salzburg, die Feste im Morgenschein.
Und wenn die Glocken den Reigen beginnen,
rings von den Türmen vergangener Zeit,
|: schreitet durch einsamer Straßen Sinnen,
Mozart und seine Unsterblichkeit. :|
Sollten die Länder der Welt wir durchwallen,
kein's kann, o Heimatland, Dir werden gleich.
Mutter und Wiege bist Du nur uns allen,
Salzburg, Du Kleinod von Österreich.
Scholle der Väter, hör' an, wir geloben,
treu Dich zu hüten den Kindern als Pfand!
|: Du, der in ewigen Höhen da droben,
breite die Hände und schirme das Land! :|